# Asian Dub Foundation
Az Asian Dub Foundation egy 1993-ban alakult angol elektronikus zenét játszó együttes, melynek hangzását számtalan stílus, többek között rapcore, dub, punk, ragga - keveredése teszi egyedivé. Az 1998-as Rafi's Revenge című albumot Mercury Díjra is jelölték.

## Történet
A zenekar 1993-ban alakult, az Identical Beat című dokumentumfilmből nőtte ki magát. Ez a film a London's Farringdon Community Music House keretében készült, a szervezet több nyári tábort is szervezett dél-ázsiai gyerekeknek, amiken zenei technológiai ismereteket tanulhattak. Itt állt össze Aniruddha Das és tanítványa,  14 éves bengáli származású rapper Deeder Zaman és John Pandit DJ-val, aki jogvédő is volt. Egy évvel később a gitáros Steve Chandra Savale más néven Chandrasonic is csatlakozott a zenekarhoz. Őt Sanjay Gulabhai Tailor, más néven Sun-J 95 csatlakozott, a csapat ekkor vált teljessé.
Első albumuk 1995-ben jelent meg, Facts and Fictions néven. Ez az album az anyaországban nem volt túl sikeres, de az Asian Dub Foundation számtalan lehetőséget kapott, hogy turnézzon, és fejlessze képességeit.
Második albumuk az 1997-ben megjelent R.A.F.I. volt, amit először a Virgine France adott ki. Ez az album már sikeresebb volt, mint az előző, és a következő évben, 1998-ban kiadták ennek átdolgozását, a R.A.F.I.'s Revenge-t. Az első komolyabb médiavisszhangjuk akkor volt, amikor 1997-ben a Primal Scream-mel közösen turnéztak. Ekkor jelent meg a Free Saptal Ram című kislemezük is. Ebben az évben számos helyen turnéztak, felléptek Európa szinte összes országában és Japánban is. A Beastie Boys nevű együttes mutatta be őket Amerikában, ahol nagy sikerük volt. Erőteljes jelenlétükkel sikerült néhány előítéletet lebontani az ázsiai zenészekkel, valamint az ázsiai emberekkel kapcsolatban. Ezért a BBC 1999-ben kitüntette őket, elnyerték a BBC Asian Awards díjat. 1999-ben számtalan helyen felléptek, többek között Magyarországon a Sziget Fesztiválon is, számtalan turnéjuk volt Észak-Amerikában.
A Harmadik stúdióalbum - A Community Music 2000-ben jelent meg. Ebben az évben a zenekar egyik alapítója, Deeder Zaman elhagyta a zenekart, mert belépett egy polgárjogi szervezetbe. 2001-ben Brazíliában, Európa számos országában már az új felállásban játszottak, később kiadót váltottak, a London Records-tól eljöttek, helyette a Virgin France-szel szerződtek le. 
Negyedik, egyben legsikeresebb lemezük az Enemy of the Enemy 2003-ban jelent meg. Az album egyik száma, a Fortress Europe hevesen támadta az európai bevándorlási szabályokat. Később egy újabb kislemezt is kiadtak, 1000 Mirrors néven. Ebben az évben adták a legnagyobb koncertjüket, a franciaországi Larzac városában.
Ötödik nagylemezük, a Tank 2005 februárjában jelent meg, amit James G. White közreműködésével készítettek. ez az album szintén sikeres volt, különösen Flyover című szám. 2006-ban Aniruddha Das kilépett a zenekarból. Ebben az évben megnyerték a UK Asian Music Awars díjat, legjobb underground zene kategóriában.
A hatodik nagylemezük, a Punkara 2008-ban jelent meg, stílusában erősen megjelenik a punk hatása is.
Következő nagylemezük A History of Now címmel 2011 februárjában fog megjelenni. Az album címadó száma, A History of Now 2010. december 10-től ingyenesen letölthető a zenekar honlapjáról. Archiválva 2009. április 1-i dátummal a Wayback Machine-ben

## Diszkográfia
- Facts and Fictions (1995)
- R.A.F.I. (1997)
- Rafi's Revenge (1998)
- Conscious Party
- Community Music (2000)
- Frontline 1993-1997: rarities and remixes (2001)
- Enemy of the Enemy (2003)
- Live: Keep Bangin' on the Walls (2003) élőben itt: Ancienne Belgique
- Tank (2005)
- Time Freeze: The Best of Asian Dub Foundation (2007)
- Punkara (2008)
- A History of Now (2011)
- The Signal and the Noise (2013) - japán kiadás
- More Signal More Noise (2015)